# 小松島線
小松島線（日语：／ Komatsushima sen */?）曾經是一條連結日本德島縣小松島市的中田站至同市內的小松島站，屬於日本國有鐵道（國鐵）的鐵路線（地方交通線）。此線曾經是國鐵路線當中營業距離最短的路線。1980年（昭和55年）實施的國鐵再建法，翌年獲指定為第1次特定地方交通線，1985年（昭和60年）3月14日全線廢除。

## 路線資料
- 管轄：日本國有鐵道
- 路段（營業距離）：中田－小松島（小松島港臨時乘降場）（1.9公里）
- 站數：2個（包括起點站。另有臨時乘降場1個）
- 軌距：1067毫米
- 複線路段：沒有（全線單線）
- 電氣化方式：沒有（全線非電氣化（日语：非電化））

## 車站列表
所有車站都位於德島縣小松島市。公司名、路線名等以廢除時為準。
| 中文站名           | 日文站名 | 英文站名 | 站間距離 | 營業距離 | 接續路線             |
| ------------------ | -------- | -------- | -------- | -------- | -------------------- |
| 中田               |          |          |          | 0.0      | 日本國有鐵道：牟岐線 |
| 小松島             |          |          | 1.9      | 1.9      |                      |
| 小松島港臨時乘降場 |          | /        | (0.3)    | -        |                      |

## 國鐵、JR最短路線變遷
伴隨小松島線的廢除，國鐵最短路線為貨物線的手宮線（全長2.8公里），有旅客營業的路線則為香月線（全長3.5公里）。香月線在小松島線廢除18日後的1985年（昭和60年）4月1日廢除，而手宮線則在同年11月5日廢除，貨物線的新湊線（當時全長3.6公里）成為國鐵、JR最短路線，而有旅客營業的路線在香月線廢除後櫻島線（當時全長4.0公里）成為最短路線。之後，1996年（平成8年）宮崎機場線（全長1.4公里）開業，至今仍是最短路線。